# 49036 Pelion
49036 Pelion este o planetă minoră (asteroid) din Centaur. A fost descoperită pe 21 august 1998 la Mauna Kea Observatories⁠(d) de David J. Tholen⁠(d) și a fost numită după Pelion. 
Obiectul prezintă o orbită caracterizată de o semiaxă mare de 20,070775886691 de UAi, o excentricitate de 0,1379753, o înclinație de 9,3504 ° în raport cu ecliptica.